# Slidecast
Slidecast es un término que se usa para describir el documento digital resultante de la sincronización entre un documento de audio y un diaporama y que se distribuye en la Web mediante redifusión.
El término proviene de la contracción de slideshow (diaporama en inglés) y podcast.
una de las herramientas más interesantes que encontramos además de dar videos en YouTube y otras plataformas es la oportunidad que nos brinda algunas de ellas a realizar slidecast o dicho de otra forma presentaciones con audio para realizar una presentación con audio no necesitas ni un gran material tecnológico. Con los pasos que te indico en esta entrada podrás crear slidecast rápidamente.